# خصوصی‌سازی پول
خصوصی‌سازی پول (به انگلیسی The Denationalisation of Money) کتابی است که در سال ۱۹۷۶توسط فردریش هایک نگاشته شده‌است و در آن نویسنده از ایجاد پولهای خصوصی رقابتی حمایت کرده‌است. در سال ۱۹۷۸هایک نسخه اصلاح شده و بزرگ شده‌ای را با عنوان خصوصی‌سازی پول: استدلال اصلاح شده منتشر کرد، در آن کتاب او حدس زد که به جای بکارگیری تعداد غیرقابل مدیریت ارزها، بازارها بر روی یک یا تعداد محدودی از استانداردهای پولی همگرا می‌شوند، که موسسات بر آن اساس پول‌های خود را منتشر می‌کنند.

## بررسی اجمالی
به گفته هایک، به جای اینکه یک دولت ملی یک ارز خاص صادر کند، که استفاده از آن به زور در قالب قوانین مربوط به پول قانونی بر همه اعضای اقتصاد آن تحمیل شده‌است، باید به مشاغل خصوصی اجازه داده شود که اشکال پول خود را منتشر کنند و تصمیم بگیرند که چگونه به تنهایی این کار را انجام دهند.

## خلاصه کتاب
هایک از سیستم پول خصوصی دفاع می‌کند که در آن موسسات مالی ارزهایی را ایجاد می‌کنند که برای پذیرفته شدن رقابت می‌کنند. فرض بر این است که ثبات در ارزش، عامل تعیین‌کننده برای پذیرش است. هایک این فرض را مطرح می‌کند که رقابت به نفع ارزهایی خواهد بود که دارای بیشترین ثبات در ارزش هستند، زیرا یک ارز با ارزش کاهشی به طلبکاران آسیب می‌زند و یک ارز با افزایش ارزش به بدهکاران آسیب می‌زند. از این رو، کاربران پول‌هایی را انتخاب می‌کنند که انتظار داشته باشند تقاطع قابل قبولی بین تنزل ارزش پول و افزایش قدرت خرید ارائه دهند. هایک پیشنهاد می‌کند که موسسات ممکن است از طریق آزمایش دریابند که سبدی گسترده از کالاها پایه پولی ایده‌آل را تشکیل می‌دهد. موسسات پول خود را در درجه اول از طریق وام دادن و در درجه دوم از طریق خرید و فروش ارز صادر و تنظیم می‌کنند. فرض بر این است که مطبوعات مالی اطلاعات روزانه را در مورد اینکه آیا مؤسسات در حال مدیریت ارزهای خود در یک تولرانس تعریف شده قبلی هستند یا خیر، گزارش می‌کنند. کار هایک توسط اقتصاددانانی همچون جورج سلگین، ریچارد تیمبرلیک و لارنس وایت مورد ارجاع قرار گرفته‌است.

## انتقاد
میلتون فریدمن، از جمله اقتصاددانانی بود که به نوشته‌های هایک در دهه ۱۹۷۰ دربارهٔ اصلاحات پولی انتقاد داشت. فریدمن با اشاره به دفاع شدید هایک از تکامل دست نامرئی که به گفته هایک، نهادهای اقتصادی بهتری را نسبت به برنامه‌ریزی مرکزی ایجاد کرده‌است، مدعی شد که هایک پیشنهاد جایگزینی سیستم پولی ایجاد شده با ساختار طراحی شده دلبخواهی خودش را داشت. علاوه بر این، فریدمن ادعا کرد، هیچ چیزی در قانون فعلی اکثر اقتصادهای توسعه یافته وجود ندارد که از تبادل داوطلبانه دوجانبه از طریق هر وسیله ای که آزادانه توسط دو طرف پذیرفته شود، جلوگیری کند.
دیوید اچ هاوارد، اقتصاددان، در بررسی کتاب در سال ۱۹۷۷ نیز خاطرنشان کرد که هایک از پرداختن به میزان تکامل نهادهای پولی موجود برای برآوردن نیازهای واقعی اقتصادی غافل شده‌است. علاوه بر این، هاوارد بیان می‌کند که رژیم پول‌های رقابتی هایک ممکن است منجر به ایجاد یک انحصار جدید مشابه سیستم موجود شود. به گفته هاوارد، هایک هزینه‌های واقعی و سایر ناکارآمدی‌های سیستمی از پول‌های رقیب را که ممکن است به چنین نتیجه ای منجر شود، در نظر نگرفت.
لارنس اچ وایت، اقتصاددان مکتب اتریشی، از فرض هایک مبنی بر اینکه باثبات‌ترین ارزها مقبولیت بازار را به دست خواهند آورد، انتقاد داشت.

## تأثیر و بیت کوین
بر اساس گزارش بانک مرکزی اروپا، تمرکززدایی از پول ارائه شده توسط بیت کوین ریشه‌های نظری خود را از کتاب خصوصی‌سازی پول:استدلال‌های اصلاح شده کسب کرده‌است، در حالی که فیلسوف سیاسی آدام جیمز تبل استدلال کرده‌است که تفاوت‌های مهمی نیز بین دیدگاه هایک و ارز دیجیتال وجود دارد؛ زیرا دومی تمرکززدایی را یک گام فراتر از آنچه هایک تصور می‌کرد پیش می‌برد.